# Estia Pieridon Mouson

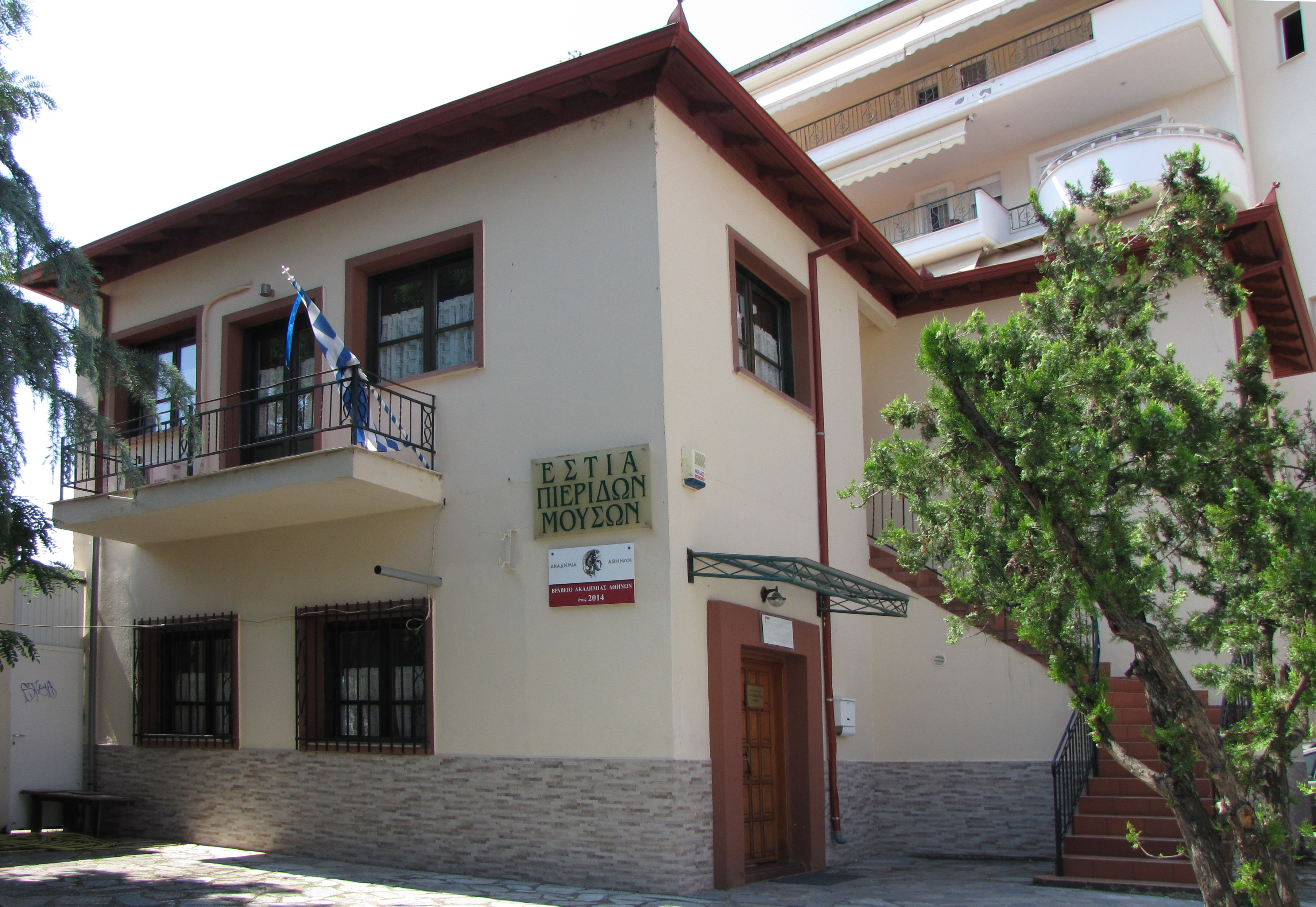
Gebäude der Estia Pieridon Mouson, Katerini

Die Estia Pieridon Mouson (griechisch Εστία Πιεριδών Μουσών Heim der pierischen Musen) ist einer der ältesten und bedeutendsten Kulturvereine der nordgriechischen Präfektur Pieria mit Sitz in Katerini.

## Sitz
Sitz des Vereins ist Plateia Politismou 1, 60100 Katerini, Pieria, Griechenland.

## Geschichte
63 Mitglieder gründeten den Verein am 12. Mai 1954 in Katerini. Bis zum Jahr 2014 hatte sich die Anzahl der Mitglieder auf 800 erhöht, inzwischen (Stand Juni 2018) ist die Anzahl auf rund 1000 Mitglieder angewachsen. Ein Vorhaben der Gründungsmitglieder war es, den „Neubürgern“ Katerinis (aus Kleinasien und der Schwarzmeerregion (Pontos-Griechen) vertriebenen Griechen, die sich hier ansiedelten) eine gemeinsame kulturelle Heimat zu bieten. Der Vorstand des Vereins besteht aus neun Mitgliedern. Seit 1989 ist die Estia Pieridon Mouson Mitglied des International Council of Organizations of Folklore Festivals and Folk Arts, CIOFF und richtet jährlich nach den Regeln der Organisation ein internationales Folklore-Festival aus. Neben dem Olympos-Festival ist das Folklore-Festival die herausragende internationale Veranstaltung der Region.

## Aktivitäten

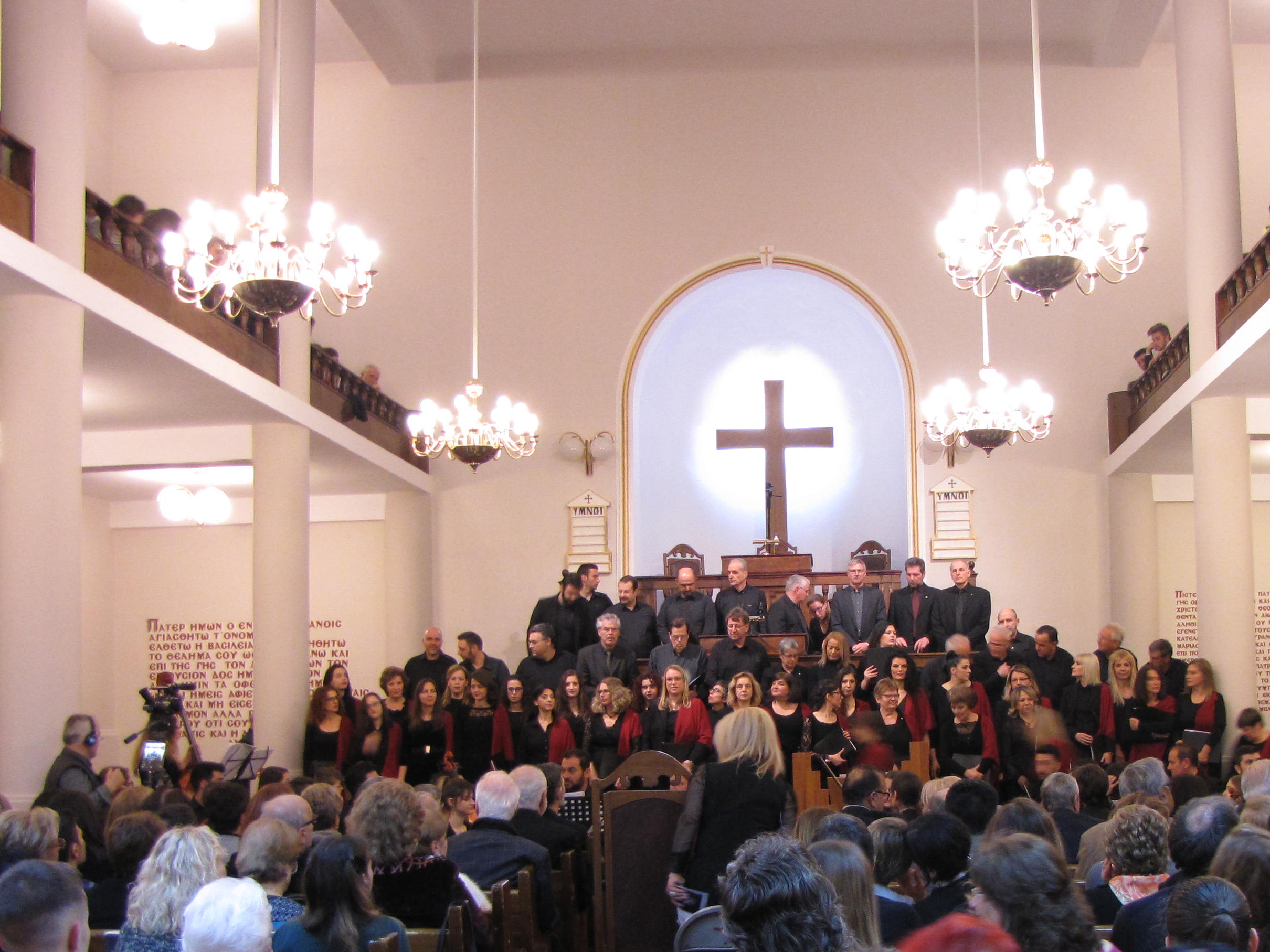
Estia, Mozarts Requiem aufgeführt in der evangelischen Kirche in Katerini

Jährlich werden an Ostern und Weihnachten Konzerte veranstaltet. Als Veranstaltungsorte wechseln sich eine orthodoxe und eine evangelische Kirche ab.
Von März bis Juni eines jeden Jahres finden, neben weiteren Aktivitäten der einzelnen Abteilungen, von der Estia Pieridon Mouson organisierte Veranstaltungen und Ausstellungen statt. Dazu zählen:
Ausstellungen:
- Ausstellungen von Handwerkskunst (Puppen, Schmuck etc.)
- Bilder
- Gemälde
- Geschichtliche Ausstellungen
- Skulpturen

Veranstaltungen:
- Büchervorstellungen
- Heimatgeschichte
- Musikveranstaltungen aller Art, von Klassischer Musik bis Heavy Metal
- Philosophisches Café

Weiterhin wurden CDs und DVDs von Musikaufnahmen und Auftritten aufgenommen und zahlreiche Bücher veröffentlicht.

## Abteilungen

### Chor

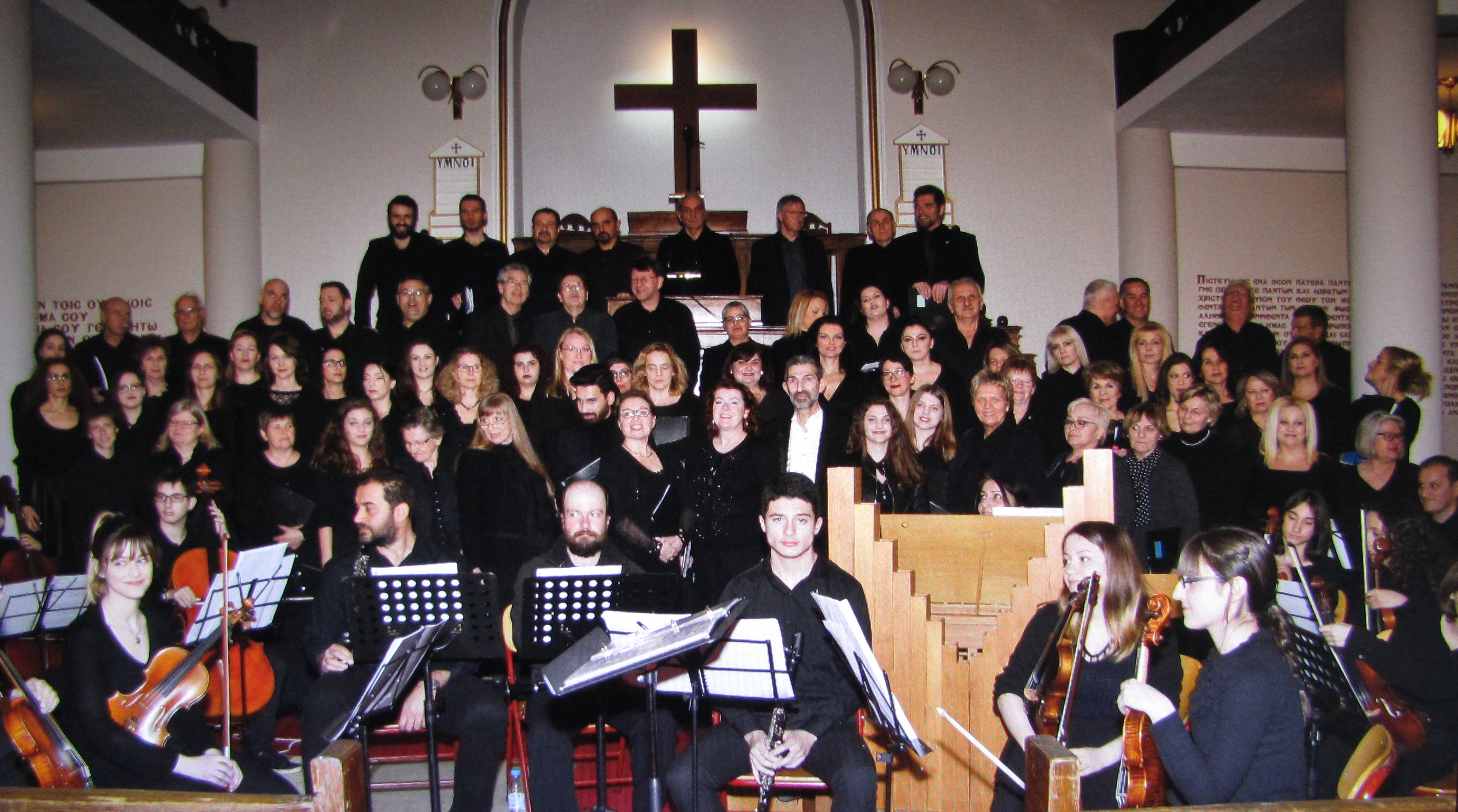
Estia, Musiker und Chor

Der gemischte Chor besteht seit der Gründung des Vereins. Das Repertoire umfasst klassische griechische Lieder bis hin zu zeitgenössischen Werken. 1959 gewann der Chor den ersten Preis im nationalen Wettbewerb der Chöre in Athen. Es gelang dem Chor, mehrere nationale und internationale Preise zu erringen; die Mitglieder organisierten ihrerseits mehrere musikalische Veranstaltungen mit nationalen und internationalen Gästen.
Es folgten Auftritte im In- und Ausland; einige Stationen waren:
- Deutschland
- Großbritannien
- Holland
- Italien
- Rumänien
- Serbien
- Tschechien
- Ungarn

Ende der 1960er Jahre wurde ein Männerchor für kirchliche Gesänge ins Leben gerufen.
2004 entstand ein weiterer Zweig, genannt De Profundis. 2005 gewannen sie den ersten Preis bei der „Begegnung der Chöre“ in Gianitsa. Es folgten Auftritte im In- und Ausland.

### Rede und Künste
Seit Gründung der Estia Pieridon Mouson beschäftigt sich die Gruppe mit der Planung und Durchführung von Ausstellungen örtlicher und ausländischer Künstler, so organisierte sie die „Feiern der Musen“, den Vorläufer des Olympos-Festivals. 1990 wurde in Zusammenarbeit mit dem Botschafter Chinas, dem Kulturzentrum Delphi und der Präfektur Pieria eine Ausstellung traditioneller chinesischer Kunst organisiert. In den Folgejahren wurden Ausstellungen zu den Themen Archäologie, Geschichte und Kultur durchgeführt. In den Jahren 1993, 1998, 2003 und 2009 wurden Konferenzen zu dem Thema „Pieria zu byzantinischer und post-byzantinischer Zeit“ veranstaltet. Helfer und Teilnehmer waren unter anderem die Aristoteles-Universität, Thessaloniki, und die 9. Eforia für byzantinische Altertümer.
Die Gruppe hat zu dem Thema „Pieria zu byzantinischer und post-byzantinischer Zeit“ drei Bücher herausgegeben (1997, 2002 und 2008), ein viertes Werk ist fertiggestellt und befindet sich derzeit im Druck (Juni 2018).
Inzwischen wurden 41 Festivals organisiert und verantwortlich durchgeführt. Dabei wurden mehr als 15000 Tänzer, Sänger und deren Begleiter aus 30 Ländern vom Verein betreut.

### Volkstanz

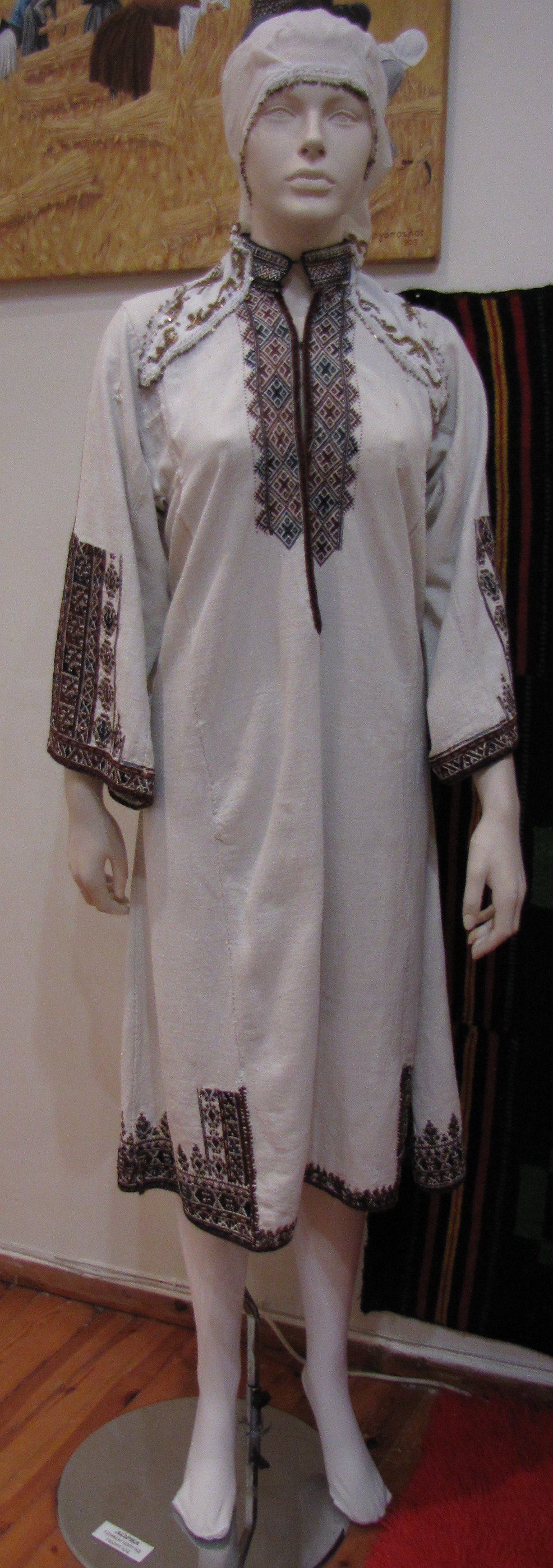
Teil einer traditionellen Tracht (Handarbeit)

1969 wurde eine Volkstanz-Gruppe gegründet, sie umfasst heute rund 150 aktive Tänzerinnen, Tänzer, Musiker und Tanzlehrer. Für Auftritte besitzt der Verein rund 200 traditionelle Trachten aus allen Teilen Griechenlands. Getanzt werden traditionelle örtliche Tänze und Tänze aus ganz Griechenland. Für die Aktivitäten der Sparte wurden separate Räumlichkeiten angemietet. Inzwischen wurden tausende Kinder, Jugendliche und Erwachsene unterrichtet. Die Ausbildung der Kinder beginnt ab dem Alter von 10 Jahren; sie lernen nicht nur die entsprechenden Bewegungen, sondern werden auch über die Geschichte der Tänze informiert. Den Tänzern werden Kenntnisse über traditionelle griechische Musikinstrumente vermittelt; sie werden über deren Aufbau und Handhabung belehrt.
Neben Auftritten im Inland trat die Tanzgruppe schon ab 1970 im Ausland auf. Einige der Länder, die bisher besucht wurden:
- Belgien
- China
- Deutschland
- Estland
- Frankreich
- Holland
- Italien
- Jugoslawien
- Kanada
- Luxemburg
- Österreich
- Polen
- Portugal
- Rumänien
- Schweiz
- Spanien
- Tschechien
- Ungarn
- Zypern

### Theater
Die Gruppe „Pierisches Theater“ wurde 1970 gegründet. Aufgeführt werden klassische Stücke wie Iphigenia in Aulis von Euripides, Antigone von Sophokles oder Der Frieden von Aristophanes. Aber auch zeitgenössische Theaterstücke werden aufgeführt.

### Olympos-Festival

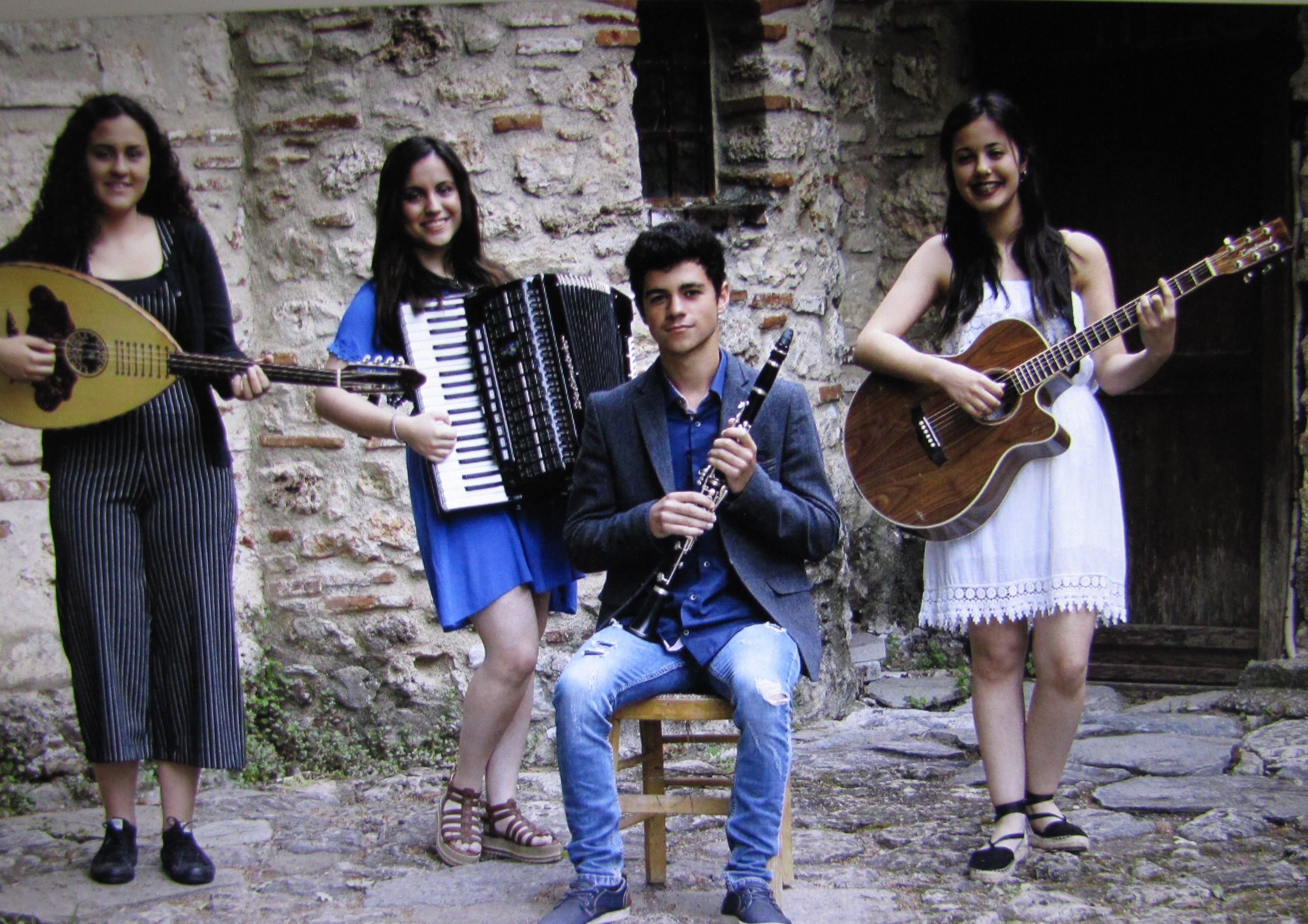
Estia, Volksmusik, Jugendgruppe

Anfang der 1970er Jahre wurden von Mitgliedern der Estia das hellenistische Theater in Dion und der Innenraum der Burg von Platamonas hergerichtet, um dort Theaterstücke und Konzerte aufführen zu können. Die Spielstätten werden noch immer vom, von der Estia Pieridon Mouson ins Leben gerufenen, Olympos-Festival benutzt. 1992, 20 Jahre nach seiner Gründung, wurde das Festival in den neu gegründeten Verein OR.FE.O (Οργανισμός Φεστιβάλ Ολύμπου, ΟΡ.ΦΕ.Ο) überführt. Das Olympos-Festival ist inzwischen das Zweitgrößte seiner Art in Griechenland.

### Volkskunde und Organisation traditioneller Feste
Diese Abteilung bildete sich 1990 mit dem Ziel der Erforschung der Volkskunde Pierias und der Gründung eines Volkskundemuseums in Katerini. Einige Mitglieder fertigen traditionelle Trachten, nach Vorbildern vom Anfang des 20. Jahrhunderts, an.

### Volksmusik

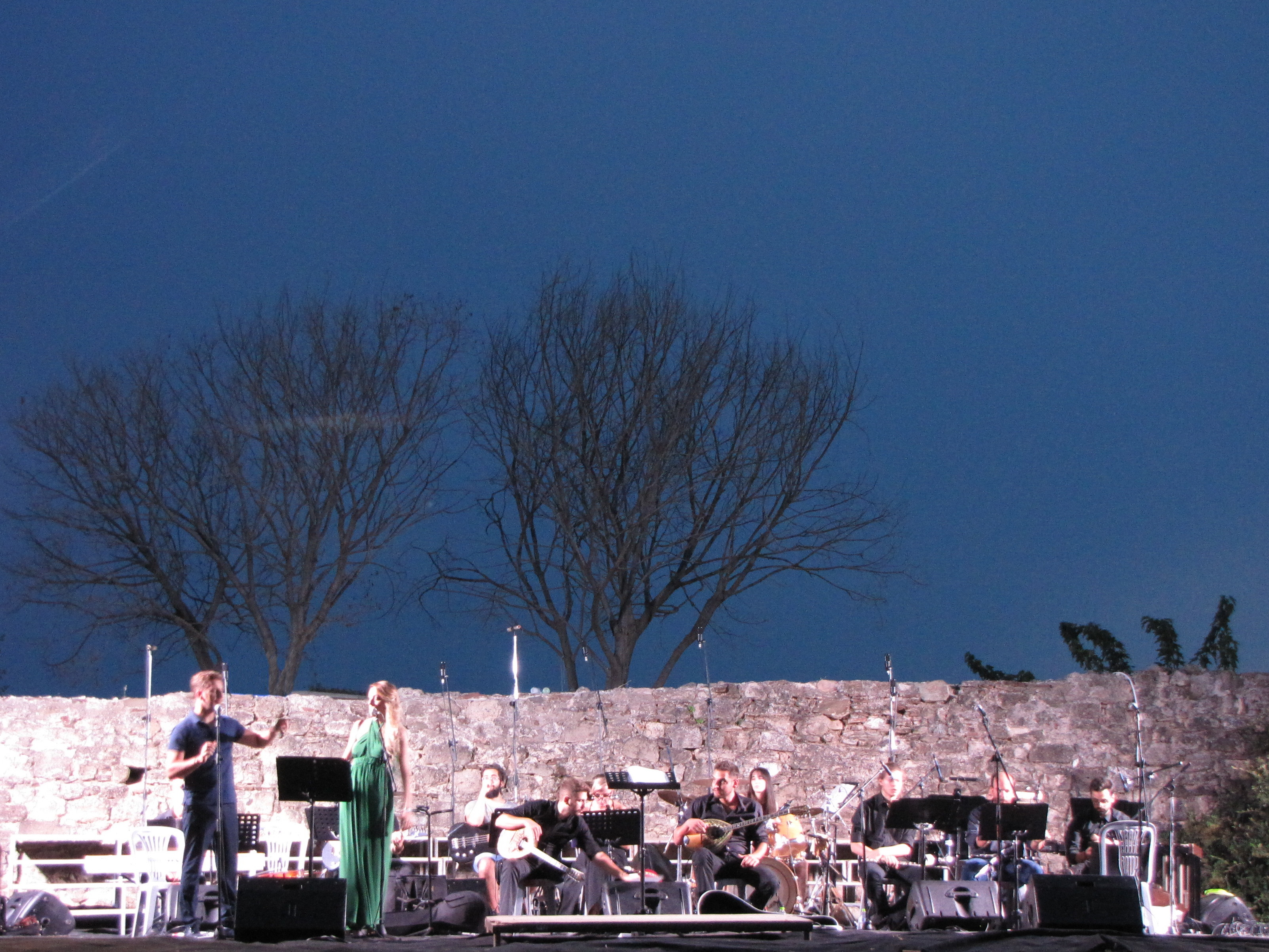
Estia Pieridon Mouson, Konzert im antiken Pydna

Bis zu seiner Ausgründung im Jahr 1992 traten die Musiker gemeinsam mit der Volkstanzgruppe des Vereins auf. Das musikalische Repertoire reicht von alten Musikstücken Pierias und Makedoniens bis zur zeitgenössischen Musik ganz Griechenlands. Das Hauptanliegen der Musiker ist die Bewahrung und die Verbreitung des örtlichen Liedguts. Bisher wurden deswegen 120 Stücke aufgezeichnet und archiviert.

### Fotografie
Seit 1994 haben die Fotografen des Vereins eine eigene Abteilung mit dem Namen Iris gegründet. Talentierte und semiprofessionelle Mitglieder geben hier ihr Wissen in Seminaren weiter. Eine Dunkelkammer, fotografische Ausrüstung, Räumlichkeiten zu Schulungszwecken und eine Bibliothek sind vorhanden. In dem länderübergreifenden Projekt „The National Cultural Heritage through the light of photography“ wurde zwischen 2013 und 2015 mit den Fotografen von weiteren fünf europäischen Staaten zusammen gearbeitet.
Die Werke der Gruppe wurden in verschiedenen Städten innerhalb Griechenlands ausgestellt.

### Blutspende
2011 begannen Mitglieder, in Zusammenarbeit mit dem staatlichen Krankenhaus in Katerini, in organisierter Form Blut zu spenden.